# Cold Coffee
Cold Coffee (в переводе с англ. — «Холодный кофе») — дебютный студийный альбом шотландского певца Барри Джеймса О’Нилла. Релиз альбома состоялся 8 апреля 2016 года на лейблах Acid Bird и Vertigo. Альбом был записан в июне 2015 года в Лос-Анджелеси содержит в себе четырнадцать треков. Сводка песен заняла около тринадцати дней. Продюсированием альбома занялись Барри Джеймс О’Нилл, Скотти Диабло и Роб Шафун.

## Список композиций
Слова и музыка всех песен — написаны Барри Джеймсом О'Ниллом.
| №   | Название                                           | Длительность |
| --- | -------------------------------------------------- | ------------ |
| 1.  | «Intro»                                            | 0:19         |
| 2.  | «Pictures»                                         | 2:41         |
| 3.  | «See Her Smiling»                                  | 3:58         |
| 4.  | «Murder Murder»                                    | 2:12         |
| 5.  | «Cold Coffee»                                      | 2:22         |
| 6.  | «Untitled»                                         | 3:32         |
| 7.  | «Chivalry Is Alive And Well And Living In Glasgow» | 4:28         |
| 8.  | «Mary»                                             | 4:09         |
| 9.  | «Night Burns»                                      | 3:09         |
| 10. | «Way Over My Head»                                 | 2:06         |
| 11. | «Lonely»                                           | 0:28         |
| 12. | «Angel Tears»                                      | 5:37         |
| 13. | «Wherever I Go»                                    | 4:38         |
| 14. | «Thunder»                                          | 9:57         |

### Участники записи
- Скотти Диабло — продюсер
- Роб Шафун — продюсер, сводка
- Брайан Роззимиэр — продюсер, ассистент инженера
- Марк Халекин — сводка
- Соломон Волкер — бас-гитара
- Барри Джеймс О'Нилл — вокал, композитор, автор всех дорожек, инструментарий